# バトラー男爵

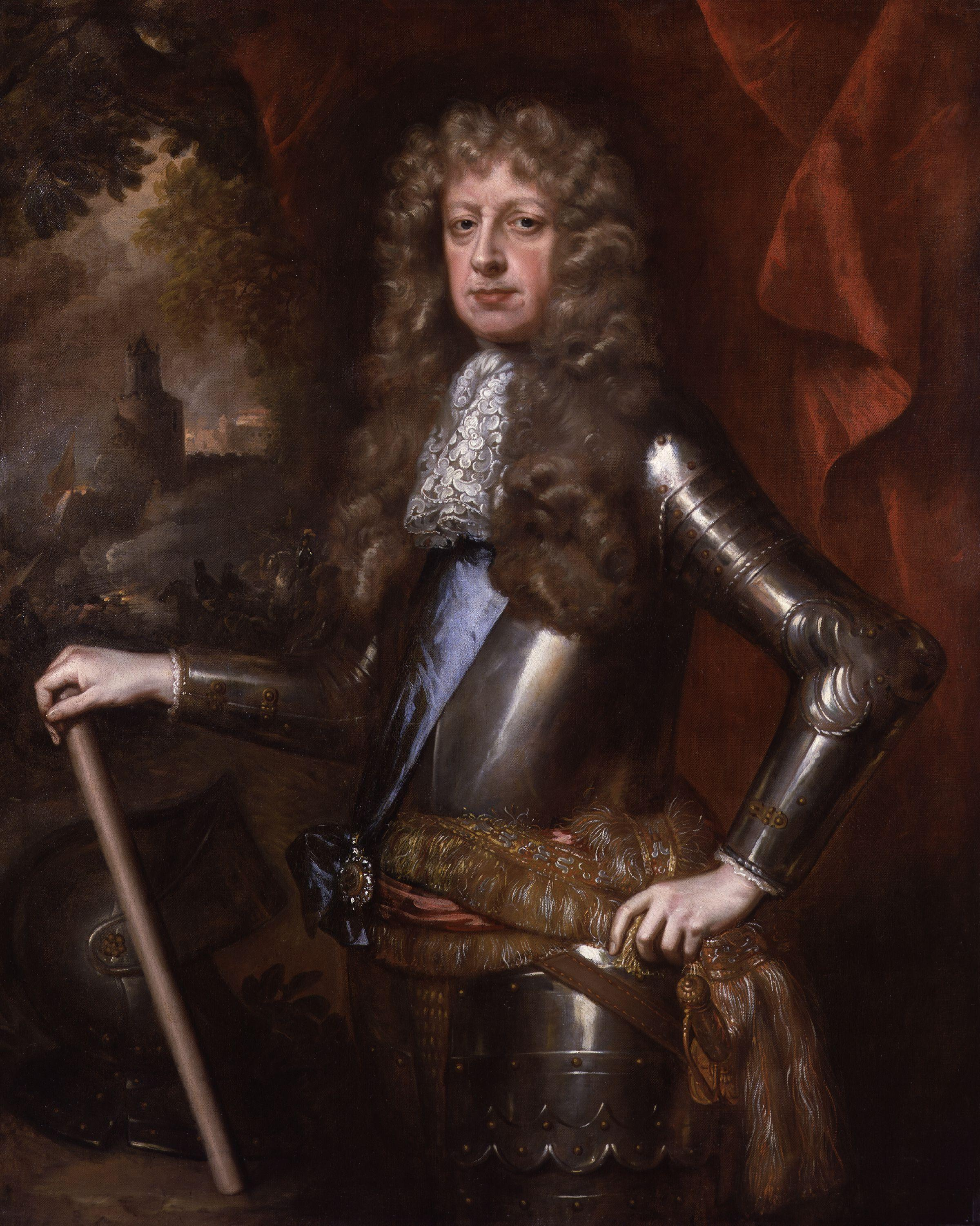
初代ランソニーのバトラー男爵（初代オーモンド公）ジェームズ・バトラー

バトラー男爵（英:Baron Butler）は、英国の男爵位。イングランド貴族爵位として3度、アイルランド貴族爵位として1度、連合王国貴族爵位として2度の計6度創設された。現在はマウント・ジュリエットのバトラー男爵がキャリック伯爵の従属称号として、ムーアパークのバトラー男爵が保持者不在の状態ではあるが存在する。

## 歴史

### ランソニーのバトラー男爵(1660)
アングロ=アイリッシュ系貴族で軍人の第12代オーモンド伯ジェイムズ・バトラー（1610年 - 1688年）は、アイルランド同盟戦争の鎮定後の1642年にアイルランド貴族としてオーモンド侯爵 (Marquess of Ormonde) に陛爵した。ついで1660年のイングランド王政復古直後にイングランド貴族としてブレックノック伯爵 (Earl of Brecknock) およびモンマス州ランソニーのバトラー男爵 (Baron Butler, of Llanthony in the County of Monmouth) に叙された。その翌年にはアイルランド貴族としてオーモンド公爵 (Duke of Ormonde) に昇叙した。さらに彼は晩年の1682年にもイングランド貴族としてオーモンド公爵に叙された。以降のランソニーのバトラー男爵に関する歴史は次節を参照。

### ムーアパークのバトラー男爵（1666年）

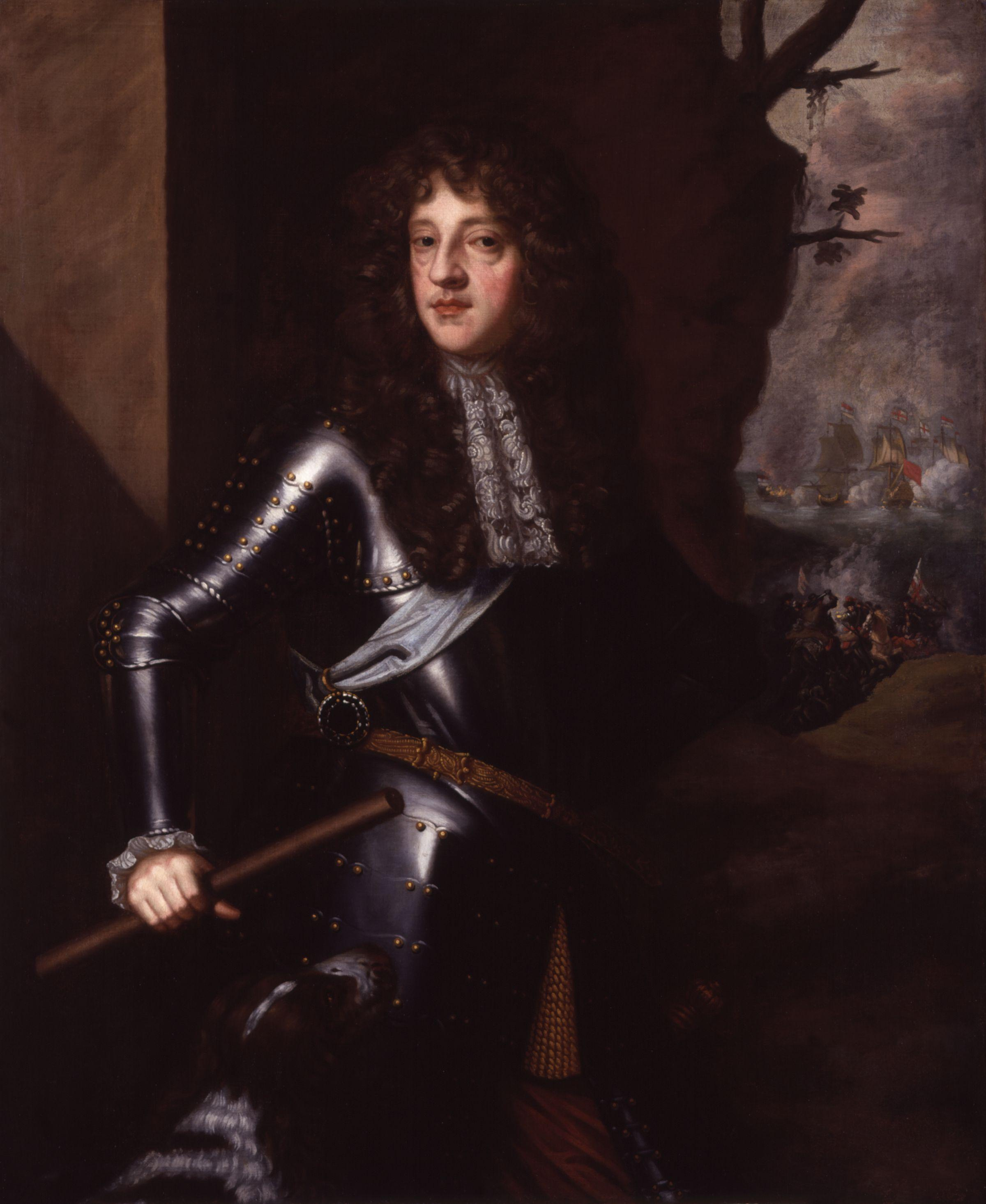
初代ムーアパークのバトラー男爵（兼第6代オソーリー伯爵）トマス・バトラー

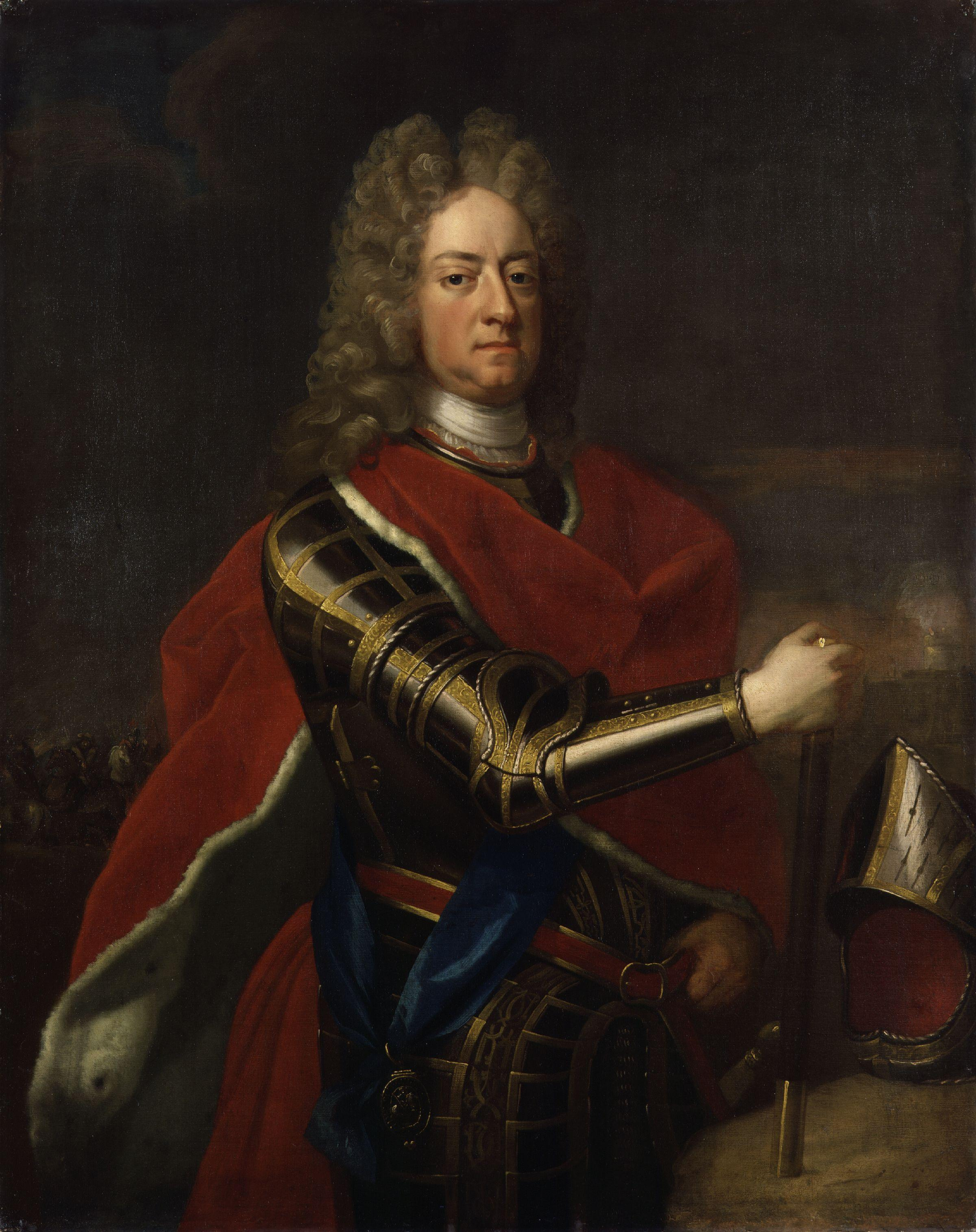
第2代男爵ジェームズ
父から男爵を、祖父よりオーモンド公爵を各々継承したが、1715年にジャコバイトの叛乱に与したため私権剥奪された。

初代公の長男トマス・バトラー（1634年 – 1680年）は、1666年にイングランド貴族としてハートフォード州ムーアパークにおけるムーアパークのバトラー男爵 (Baron Butler of Moore Park, of Moore Park in the County of Hertford) に叙された。なお、彼は叙爵に先立つ1662年にアイルランド貴族院からの繰上勅書によって初代公の従属爵位の一つであるオソーリー伯爵 (Earl of Ossory) を継承している。
彼はその後の1680年に急逝したためオーモンド公爵位を継承できず、彼の長男ジェームズ（1665年 - 1745年）が2代男爵となった。2代男爵はさらに1688年にオーモンド公爵位やランソニーのバトラー男爵といった祖父の持つすべての爵位を併せて相続した。しかし彼はジャコバイト蜂起に参加し、反乱が鎮圧される方向に傾くとフランスへ国外逃亡した。そのため1715年にフランス亡命中のままホイッグ党諸卿（とりわけ急先鋒たるスタンホープ伯ジェームズ・スタノップ）から告発され、私権剥奪処分を受けた。
処分に基づいて上記の爵位はすべて没収された結果、ランソニーのバトラー男爵は廃絶した。ただし、2代男爵の死後の1791年に貴族院による判例変更がなされている。その趣旨は、1715年の私権剥奪が（グレートブリテン議会で議決されたものだったため）イングランドとスコットランドの爵位にしか効力を有さないという内容であった。そのためアイルランド貴族爵位であるオーモンド伯爵位とオソーリー伯爵位は親族のジョン・バトラー(第17代オーモンド伯)（1740年 – 1795年）にその時点で継承された。一方でアイルランド貴族爵位のオーモンド公爵に関しては弟チャールズ（1671年 - 1758年）への継承が確定したが、決定時にはすでに死去していたため、あらためて公爵位は廃絶となった。
さらに時代が下った1871年に2代男爵の子孫である第7代クーパー伯爵フランシス・クーパー（1834年 - 1905年）は剥奪されたイングランドおよびスコットランド爵位のうち、女系継承が可能なムーアパークのバトラー男爵位とディンゴール卿位に対する爵位回復の請願を行った。その結果、貴族特権委員会は両爵位の回復を認めた。ただしフランシスには男子がなかったため、同人の死をもってクーパー伯爵位は廃絶、姉妹の間で優劣がつかない男爵位は停止した。一方、ディンゴール卿に関しては1907年に遠縁の第9代ルーカス男爵オベロン・ハーバートへの継承が確定した。
この継承者不在の状態は2019年現在まで解除されておらず、依然として停止の状態が続いている。

### クラウグレナンのバトラー男爵（1662年）
初代オーモンド公爵ジェームズ・バトラーの四男リチャード・バトラー（1639年 – 1686年）は、1662年5月13日にアイルランド貴族爵位のアラン伯爵とタロー子爵 (Viscount Tullogh) 、クラウグレナンのバトラー男爵 (Baron Butler of Cloughgrenan) に叙された。一連の爵位は同人の死をもって廃絶した。

### ウェストンのバトラー男爵（1694年）
2代オーモンド公の弟チャールズ・バトラー（1671年 – 1758年）が、1694年1月23日にイングランド貴族爵位ハンティンドン州ウェストンのバトラー男爵 (Baron Butler of Weston in the County of Huntingdon) に叙せられた。しかし子供がなかったため、結局一代でウェストンのバトラー男爵は廃絶した。

### ランソニーのバトラー男爵(1801年)
第18代オーモンド伯爵(第12代オソーリィ伯爵)ウォルター・バトラー(1770-1820)は1801年1月20日に連合王国貴族であるモンマス州におけるランソニーのバトラー男爵（Baron Butler of Llanthony in the County of Monmouth ）に叙された。ついで1816年1月にはアイルランド貴族としてオーモンド侯爵(Marquess of Ormonde)に昇叙した。しかし彼には男子がなかったため、ランソニーのバトラー男爵もまたオーモンド侯爵とともに廃絶した。

### マウント・ジュリエットのバトラー男爵(1912年)
オーモンド伯爵家の親戚にあたるキャリック伯爵家の第7代当主チャールズ・バトラー(1873-1931)は、1912年7月8日に連合王国貴族としてキルケニー県マウント・ジュリエットのバトラー男爵(Baron Butler of Mount Juliet, in the County of Kilkenny)に叙された。これ以降のキャリック伯爵家当主は1999年の貴族院改革によって議席喪失するまで、貴族院に自動的に議席を得ていた。2019年現在、マウント・ジュリエットのバトラー男爵はキャリック伯爵の従属爵位となっている。

## 一覧

### ランソニーのバトラー男爵（1660年）
- 初代バトラー男爵（初代オーモンド公爵）ジェームズ・バトラー（1610年 - 1688年）
- 第2代バトラー男爵（第2代オーモンド公爵）ジェームズ・バトラー（1665年 - 1745年）
- 第3代バトラー男爵（第3代オーモンド公爵・初代アラン伯爵）チャールズ・バトラー（1671年 - 1758年）(1758年に事実上爵位廃絶)

### クラウグレナンのバトラー男爵（1662年）
- 初代バトラー男爵（初代アラン伯爵）リチャード・バトラー（英語版） (1639年 – 1686年)(1686年に爵位廃絶)

### ムーアパークのバトラー男爵（1666年）
- 初代バトラー男爵（第6代オソーリー伯爵）トーマス・バトラー（英語版）（1634年 - 1680年）
- 第2代バトラー男爵（第2代オーモンド公爵・第7代オソーリー伯爵）ジェームズ・バトラー（1665年 - 1745年） 1715年に私権剥奪処分、全爵位褫奪。
- 第3代バトラー男爵（第7代クーパー伯爵）フランシス・トーマス・ド・グレイ・クーパー（1834年 - 1905年） (1871年にバトラー男爵位・ディンゴール卿位回復、1905年以降保持者不在。)

#### 継承権保持者一覧
1905年以降保持者不在となったムーアパークのバトラー男爵位は、以下の3代男爵の姉妹の子孫によって下記の比率で停止している。 
- 第12代ルーカス男爵ラルフ・マシュー・パーマー（英語版）（1951年 - ）（1/6）
- サラ・ナン・ロック（1949年 - ）（1/6）
- ジュリアン・ジョン・ウィリアム・サモンド（1926年 - ）（1/6）
- 第8代ゲージ子爵ヘンリー・ニコラス・ゲージ（英語版）（1934年 - ）（1/6）
- 第13代ロジアン侯爵マイケル・アンドリュー・フォスター・ジュード・カー（英語版）（1945年 - ）（1/3、将来的に更に分割の可能性あり）

### ウェストンのバトラー男爵（1694年）
- 初代バトラー男爵（初代アラン伯爵）チャールズ・バトラー（1671年 - 1758年）(1794年に爵位廃絶)

### ランソニーのバトラー男爵(1801年)
- 初代バトラー男爵(初代オーモンド侯爵)ウォルター・バトラー (1770年 - 1820年)(1820年に爵位廃絶)

### マウント・ジュリエットのバトラー男爵(1912年)
- 初代バトラー男爵(第7代キャリック伯爵)チャールズ・バトラー (1873年 - 1971年)

以降の承継者はキャリック伯爵を参照。

### 註釈
1. ↑  こうした告発がなされた背景には2代公の国外逃亡による心証の悪さが影響しており、かえって英国に留まった方が問罪されなかった可能性が高いという[3]。
2. ↑  1609年創設のスコットランド貴族爵位。2代オーモンド公の母方に由来するもの。